# Patronátní právo
Patronátní právo (latinsky jus patronatus) se nazýval soubor práv a povinností, jež příslušejí fyzické nebo právnické osobě (tzv. patronovi) vůči kostelu nebo církevnímu úřadu na základě zvláštního právního důvodu.

## Historie
Kořeny patronátního práva v českých zemích sahají do raného středověku. Nejprve na venkově v Čechách vznikaly tzv. vlastnické kostely, kde byl stavebníkem místní šlechtic, který se ke kostelu choval jako plnoprávný vlastník (zcela volně nakládal s majetkem kostela i ustanovoval kněze). Od vyhlášení Velkého privilegia české církve v roce 1222 bylo vlastnické právo ke kostelům změněno na patronátní. Původní vlastník se tak změnil na patrona s poněkud omezenými právy a povinnostmi. Zejména měl povinnost financovat a zajišťovat údržbu kostela (samotná majetková situace se stává komplexnější vznikem dvou forem majetku: obročí a záduší), měl také tzv. podací či prezentační právo (ius praesentandi), tedy mohl navrhnout faráře, nicméně tento návrh musel být konfirmován biskupem. Patronátní právo existovalo též k jiným beneficiím (například školám, knihovnám) atd. Patronátní právo k určitému beneficiu vznikalo především první fundací, založením.
Podrobněji upravil patronátní právo dekret dvorské kanceláře ze dne 24. prosince 1782, o stavbách kostelních a farních a jejich udržování (o patronátních břemenech), platný pro Čechy a Moravu, doplněný dekretem ze dne 29. ledna 1783, a Dvorský dekret ze dne 3. října 1788, o stavbách kostelních a farních. Dekrety upravují financování staveb a jejich oprav a stanoví povinnost správy včas upozornit patrona na nutnost údržby. Zákon č. 50/1874 ř. z., jímžto se vydávají ustanovení, kterými se upravují zevnitřní právní poměry církve katolické, ze dne 7. května 1874, odkázal řešení patronátního práva do zvláštního zákona, který však nikdy nebyl vydán.
Dekretem prezidenta republiky ze dne 21. června 1945 o konfiskaci a urychleném rozdělení zemědělského majetku Němců, Maďarů, jakož i zrádců a nepřátel českého a slovenského národa (č. 12/1945 Sb. II) byla ke dni konfiskace zrušena patronátní práva a povinnosti, váznoucí na zemědělských majetcích konfiskovaných podle citovaného dekretu.
Už v době první pozemkové reformy se diskutovalo o změně (tehdy řada patronů-velkostatkářů přišla o půdu, ale povinnost starat se o kostely jí zůstala), leč bez větších změn. Přelomovou změnu přinesly až církevní zákony. Zákon č. 218/1949 Sb. v § 11 odst. 1 stanovil: „Veškerý soukromý a veřejný patronát nad kostely, obročími a jinými církevními ústavy přechází na stát.“ Tím na sebe stát vzal právo zasahovat do církevních záležitostí a zároveň povinnost pečovat o církevní stavby a další majetek. Poté je situace patronátního práva v Československu poněkud nejasná. Až do roku 2012 platila úprava patronátu podle zákona č. 218/1949 Sb., ten byl zrušen zákonem č. 428/2012 Sb. o majetkovém vyrovnání s církvemi a náboženskými společnostmi, nicméně tento zákon již o patronátu nebo patronátním právu nic neříká.